# 狐狸座LT
狐狸座LT，又名BD+21 3648，HD 177392、SAO 86753、HR 7222，是狐狸座的一颗恒星，视星等为6.52，位于銀經53.3，銀緯6.95，其B1900.0坐标为赤經18h 59m 24.9s，赤緯+21° 6.95′ 14″。